# 포르 시엠프레 호안 세바스찬
《포르 시엠프레 호안 세바스찬》(스페인어: Por siempre Joan Sebastian)은 2016년 방영된 멕시코의 텔레비전 드라마이다.